# 硝子のかけらたち
『硝子のかけらたち』（ガラスのかけらたち）は、1996年7月12日から9月20日までTBS系列「金曜ドラマ」枠で放送されたテレビドラマ。主演は藤井フミヤ。

## あらすじ
「本当の愛になら傷ついてやる」 愛人、AV女優、風俗（ヘルス）嬢と、暗い過去を持つ硝子を愛し、受けとめる男・敦也の純愛ラブストーリー。
いつかは映像作家になりたいと夢を抱いている、ビデオカメラマンの敦也。行きつけの店で、宝石店のオーナーだという硝子に出会い恋に落ちるが、敦也は硝子がアパートと高級マンションとで二重生活を送っていること、そして自分の会社の社長の愛人をしていることを知り、大きなショックを受ける。

## キャスト
神崎敦也
演 - 藤井フミヤ
この物語の主人公。如月の下でカメラマンとして働く。硝子と運命的な出逢いをして、恋に落ちるが硝子が如月の愛人である事やかつてアダルトビデオに出演していた事を知り、一時別れるが再び結ばれる。
水沢硝子（しょうこ）
演 - 松雪泰子
この物語のヒロイン。敦也と運命的な出逢いをして愛し合うようになり、如月に別れを切り出すが、如月の妨害などで一時は別れていた。後に如月の逮捕で自由の身となり、ついに敦也と結ばれる。
田村夏芽
演 - 江角マキコ
硝子とは友人。甚一と同棲していたが、如月家との争いに巻き込まれる形で、甚一と破局。その後、敦也と暮らしていた。
美戸部甚一
演 - 生瀬勝久
夏芽と同棲していたが、如月里美に怪我を負わせてしまい、責任をとる形で夏芽と別れた後、里美と結婚。
杉井新太郎
演 - 中野英雄
如月時三の部下。後に殺害されるも、如月時三の手によって自殺として処理される。
乾忠司
演 - 国分太一
敦也の助手。二人の仲を応援している。
如月里美
演 - 古川りか
時三の娘で、父親と敦也の争いに巻き込まれ、骨盤に重い障害を負い、子供が出来にくい体に。時三に謝罪する甚一に、「責任をとるというなら結婚して」と迫る。
森岡翼
演 - 江口ナオ
硝子とは昔からの知り合いで、事あるごとに硝子に絡む。敦也に興味を持ち、時三と手を組み凄まじい嫌がらせを行う。
如月愛子
演 - 岡江久美子
時三の妻。一連の出来事の経緯を知り、敦也に謝罪。その後、警察に時三の悪事を告発。
如月時三
演 - 笑福亭鶴瓶
硝子の愛人。事あるごとに硝子に暴力を振るい、敦也との恋を妨害。その後、愛子の通報で警察に逮捕される。
水沢桜
演 - 樹木希林
硝子の母。

## スタッフ
- 企画協力：秋元康
- 脚本：遠藤察男
- 演出：遠藤環、森山享、金子与志一
- プロデュース：遠藤環
- 主題歌：藤井フミヤ「Another Orion」
- プロデュース補：丹羽多聞アンドリウ
- 制作：TBS

## 放送日程
| 各話                                                       | 放送日  | サブタイトル     | 演出       |
| ---------------------------------------------------------- | ------- | ---------------- | ---------- |
| 第1話                                                      | 7月12日 | 運命のめぐり逢い | 遠藤環     |
| 第2話                                                      | 7月19日 | 今夜、会いたい   |            |
| 第3話                                                      | 7月26日 | もうダメなのかも |            |
| 第4話                                                      | 8月02日 | 優しくしてよ     | 金子与志一 |
| 第5話                                                      | 8月09日 | 過去は消せない   | 金子与志一 |
| 第6話                                                      | 8月16日 | 突然に永遠の別離 |            |
| 第7話                                                      | 8月23日 | 過激な逆襲モード | 森山享     |
| 第8話                                                      | 8月30日 | 責任と妊娠の間で |            |
| 第9話                                                      | 9月06日 | 愛が崩れる瞬間   |            |
| 第10話                                                     | 9月13日 | 切ない離ればなれ |            |
| 最終話                                                     | 9月20日 | 愛し尽きた後で   |            |
| 平均視聴率 12.7%（視聴率は関東地区・ビデオリサーチ社調べ） |         |                  |            |

## 受賞歴
- 第10回ザテレビジョンドラマアカデミー賞
  - 主題歌賞（藤井フミヤ）

## エピソード
如月時三役を演じた笑福亭鶴瓶は当時レギュラー出演していた「笑っていいとも!」内で、司会のタモリにその悪役ぶりをネタにされ、「時三」や「悪瓶」と呼ばれていた上に他の共演者（特に関西在住の芸人）からも「鶴瓶の本性が出ている」と言われていた。またスケベな役柄ぶりもあったため同様に当時レギュラー出演していた投稿!特ホウ王国ではパネラーの加藤紀子からは「エロ瓶」と呼ばれた。如月を演じたことでしばらくそのイメージがついていたらしく、プライベートでゴルフに行ったときに一緒に回った客からは「本当はいい人なんですね」と誤解されてしまい「俺をキャスティングしたTBSを憎む」と冗談交じりに話した。
その一方でドラマの撮影現場では鶴瓶はほとんど共演者に気を使っていたらしく、硝子の母を演じた樹木希林からは芝居のダメ出しを受けながら演技に苦労したことを後年話している。